# Comuna Vadstena
Vadstena (Vadstena kommun) este o comună din comitatul Östergötlands län, Suedia, cu o populație de 7.383 locuitori (2013).

## Geografie

### Zone urbane
Lista celor mai mari zone urbane din comună (anul 2015) conform Biroului Central de Statistică al Suediei:
| Nr | Zona urbană | Pop.  |
| -- | ----------- | ----- |
| 1  | Vadstena    | 5.674 |

## Demografie
| \| Evoluția demografică în comuna Vadstena, 1970–2015 \| Evoluția demografică în comuna Vadstena, 1970–2015 \| Evoluția demografică în comuna Vadstena, 1970–2015 \| Evoluția demografică în comuna Vadstena, 1970–2015 \| Evoluția demografică în comuna Vadstena, 1970–2015 \| \| ----------------------------------------------------------------------------------------------------- \| -------------------------------------------------- \| -------------------------------------------------- \| -------------------------------------------------- \| -------------------------------------------------- \| \| An \| \| \| Locuitori \| \| \| 1970 \| 1970 \| \| 7540 \| 7540 \| \| 1975 \| 1975 \| \| 7718 \| 7718 \| \| 1980 \| 1980 \| \| 7654 \| 7654 \| \| 1985 \| 1985 \| \| 7435 \| 7435 \| \| 1990 \| 1990 \| \| 7557 \| 7557 \| \| 1995 \| 1995 \| \| 7710 \| 7710 \| \| 2000 \| 2000 \| \| 7668 \| 7668 \| \| 2005 \| 2005 \| \| 7527 \| 7527 \| \| 2010 \| 2010 \| \| 7391 \| 7391 \| \| 2015 \| 2015 \| \| 7407 \| 7407 \| \| Sursa: SCB - Statistika Centralbyrån, Folkmängd efter region, civilstånd, ålder och kön. År 1968–2016 \| \| \| \| \| |      |  |           |      |
| Evoluția demografică în comuna Vadstena, 1970–2015 |      |  |           |      |
| An |      |  | Locuitori |      |
| 1970 | 1970 |  | 7540      | 7540 |
| 1975 | 1975 |  | 7718      | 7718 |
| 1980 | 1980 |  | 7654      | 7654 |
| 1985 | 1985 |  | 7435      | 7435 |
| 1990 | 1990 |  | 7557      | 7557 |
| 1995 | 1995 |  | 7710      | 7710 |
| 2000 | 2000 |  | 7668      | 7668 |
| 2005 | 2005 |  | 7527      | 7527 |
| 2010 | 2010 |  | 7391      | 7391 |
| 2015 | 2015 |  | 7407      | 7407 |
| Sursa: SCB - Statistika Centralbyrån, Folkmängd efter region, civilstånd, ålder och kön. År 1968–2016 |      |  |           |      |